# Hoplopyga lucidiventris
Hoplopyga lucidiventris är en skalbaggsart som beskrevs av Thomson 1878. Hoplopyga lucidiventris ingår i släktet Hoplopyga och familjen Cetoniidae. Inga underarter finns listade i Catalogue of Life.